# Einzkeim
Einzkeim ist eine Wüstung auf der Gemarkung der Gemeinde Mutterstadt. Der Ort entstand wohl spätestens im 6. Jahrhundert und wird 1212 in einem (nicht erhaltenen) Güterverzeichnis erstmals urkundlich erwähnt. Im Zuge der spätmittelalterlichen Siedlungskonzentration wurde er aufgegeben. Die Ortslage westlich von Mutterstadt ist durch den Flurnamen Eiskammerlach überliefert.
Im Neubaugebiet „Am Alten Damm“ wurde 1995 die Einzkeimer Straße nach der Wüstung benannt.